# Ферфакс (Оклахома)
Ферфакс (енгл. Fairfax) град је у америчкој савезној држави Оклахома.

## Демографија
По попису из 2010. године број становника је 1.380, што је 175 (-11,3%) становника мање него 2000. године.
| Група             | 2000.         | 2010.       |
| Белци             | 1.043 (67,1%) | 826 (59,9%) |
| Афроамериканци    | 21 (1,4%)     | 22 (1,6%)   |
| Азијати           | 3 (0,2%)      | 3 (0,2%)    |
| Хиспаноамериканци | 23 (1,5%)     | 25 (1,8%)   |
| Укупно            | 1.555         | 1.380       |